# Gisela (sanger)
 For alternative betydninger, se Gisela. (Se også artikler, som begynder med Gisela)
Gisela (født 1. januar 1979) er en spansk sangerinde. Hun blev født i Barcelona og blev kendt efter at have vundet en 8. plads i den første udgave af Operacion Triunfo.
Hendes første album var Parte de mi, der udkom i Spanien i 2002. Samme år var hun korsanger for Rosa Lopéz da hun deltog i Eurovision Song Contest for Spanien.
I 2008 repræsenterede hun Andorra i Eurovision Song Contest der afholdtes i Beograd i Serbien.

## Diskografi

### Album
| År   | Single                          | Chart | Antal Solgte                            |
| År   | Single                          | ESP   | Antal Solgte                            |
| ---- | ------------------------------- | ----- | --------------------------------------- |
| 2002 | "Parte de Mí"                   | 4     | 270,000 [Valemusic Records] x2 Platinum |
| 2003 | "Parte de Mí [Special Edition]" | 43    | 30,000 [Valemusic Records]              |
| 2003 | "Más Allá"                      | 8     | 65,000 [Valemusic Records] x1 Guld      |
| 2006 | "Ni Te Lo Imaginas"             | 32    | 40,000 [Filmax Records] x1 Guld         |

### Singler
| år   | Single                  | Chart                    | Album                                   |
| år   | Single                  | ESP                      | Album                                   |
| ---- | ----------------------- | ------------------------ | --------------------------------------- |
| 2002 | "Vida"                  | 1                        | Parte de Mi                             |
| 2002 | "Mil Noches & Una Más"  | 4                        | Parte de Mi                             |
| 2002 | "Ámame Ahora & Siempre" | 10                       | Parte de Mi                             |
| 2002 | "Este Amor Es Tuyo"     | 18                       | Parte de Mi                             |
| 2003 | "Amor Divino"           | 10                       | Más Allá                                |
| 2003 | "Más Allá"              | 9                        | Más Allá                                |
| 2003 | "Sola"                  | 1                        | Más Allá                                |
| 2004 | "Tengo Fe"              | 6                        | Más Allá                                |
| 2004 | "Nadie Como Tú"         | 12                       | Más Allá                                |
| 2006 | "Turu Turu"             | 1                        | Ni Te Lo Imaginas                       |
| 2006 | "Mágica La Notte"       | 62                       | Ni Te Lo Imaginas                       |
| 2006 | "Viviré En Tus Suenos"  | 8 (Spanish iTunes Chart) | Ni Te Lo Imaginas (Re-packaged edition) |
| 2008 | "Casanova"              | -                        | TBA                                     |